# Non aprite quella porta

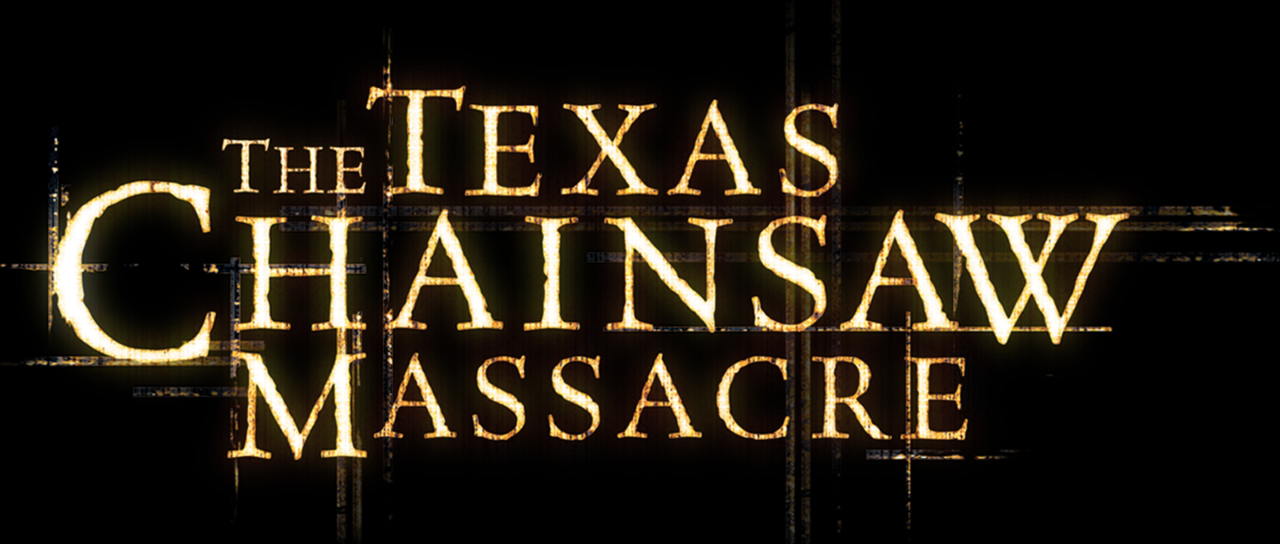
Logo originale del franchise

Thomas Hewitt, alias Leatherface, nel film remake Non aprite quella porta (2003)

Non aprite quella porta (The Texas Chainsaw Massacre in originale) è un media franchise, creato da Tobe Hooper e Kim Henkel, che consiste in una serie cinematografica di nove film horror aventi come protagonista il serial killer immaginario "Leatherface". La serie nel corso degli anni ha generato merchandising, fumetti e videogiochi.
Gli eventi dei sequel e dei prequel del primo film omonimo non sono canonici e sono storie indipendenti e slegati dal film originale.
I primi due film furono concepiti da Tobe Hooper, poi la serie è proseguita con altri registi che hanno mantenuto gli stessi meccanismi narrativi del primo film. Sono stati realizzati quattro sequel, un prequel (nel 2017), un remake e il suo prequel. Il 18 febbraio 2022 è stato distribuito il sequel diretto del film del 1974, distribuito in esclusiva su Netflix. Tutti i film appartengono al genere splatter e slasher.

## Film
- Non aprite quella porta (The Texas Chain Saw Massacre), regia di Tobe Hooper (1974)
- Non aprite quella porta - Parte 2 (The Texas Chainsaw Massacre 2), regia di Tobe Hooper (1986)
- Non aprite quella porta - Parte 3 (Leatherface: The Texas Chainsaw Massacre III), regia di Jeff Burr (1990)
- Non aprite quella porta IV (The Texas Chainsaw Massacre: The Next Generation), regia di Kim Henkel (1994)
- Non aprite quella porta (The Texas Chainsaw Massacre), regia di Marcus Nispel (2003)
- Non aprite quella porta - L'inizio (The Texas Chainsaw Massacre: The Beginning), regia di Jonathan Liebesman (2006)
- Non aprite quella porta 3D (Texas Chainsaw 3D), regia di John Luessenhop (2013)
- Leatherface, regia di Alexandre Bustillo e Julien Maury (2017)
- Non aprite quella porta (Texas Chainsaw Massacre), regia di David Blue Garcia (2022)

Un decimo film dal titolo Texas Chainsaw Legacy è attualmente in sviluppo.

## Timeline
Di seguito sono riportate tutte e sei le timeline della saga:

### Serie originale
- Non aprite quella porta (The Texas Chainsaw Massacre), regia di Tobe Hooper (1974)
- Non aprite quella porta - Parte 2 (The Texas Chainsaw Massacre 2), regia di Tobe Hooper (1986)

### SerieLeatherface
- Non aprite quella porta - Parte 3 (Leatherface: The Texas Chainsaw Massacre III), regia di Jeff Burr (1990) [2]

### SerieNext Generation
- Non aprite quella porta (The Texas Chain Saw Massacre), regia di Tobe Hooper (1974)
- Non aprite quella porta IV (Texas Chainsaw Massacre: The Next Generation), regia di Kim Henkel (1994)[3]

### Serie remake
- Non aprite quella porta - L'inizio (The Texas Chainsaw Massacre: The Beginning), regia di Jonathan Liebesman (2006)[4]
- Non aprite quella porta (The Texas Chainsaw Massacre), regia di Marcus Nispel (2003) [5]

### Serie reboot
- Leatherface, regia di Alexandre Bustillo e Julien Maury (2017) [6]
- Non aprite quella porta (The Texas Chainsaw Massacre), regia di Tobe Hooper (1974)
- Non aprite quella porta 3D (Texas Chainsaw 3D), regia di John Luessenhop (2013) [7]

### Serie requel
- Non aprite quella porta (The Texas Chainsaw Massacre), regia di Tobe Hooper (1974)
- Non aprite quella porta (Texas Chainsaw Massacre), regia di David Blue Garcia (2022) [8]

La serie non segue un unico ordine cronologico. Non aprite quella porta - Parte 2 risulta essere il seguito diretto dell'originale come anche il successivo Non aprite quella porta 3D che ha sviluppato una storia diversa e incompatibile con l'altra. Non aprite quella porta - Parte 3 è stato strutturato come un sequel di Non aprite quella porta - Parte 2 con riferimenti al capitolo precedente, ma anche grosse incongruenze, perché nella seconda parte un breve testo dice che, dopo gli avvenimenti del primo film, Sally Hardesty era riuscita a scappare dicendo di essersi buttata fuori dalla "finestra dell'inferno", dopo che una famiglia di cannibali aveva massacrato suo fratello e i suoi amici; da lì partì una caccia all'uomo che durò un mese intero, ma nessuno riuscì a trovare la fattoria sperduta o gli assassini. Per contro il testo è presente nella sola versione italiana, quindi non sono da considerarsi come avvenimenti canonici. Nel terzo capitolo, invece, si dice che un certo W.E Sawyer (probabilmente Drayton Sawyer sotto pseudonimo) sia stato catturato e giustiziato nella camera a gas nel 1981 e che Sally sia morta nel 1977 in una casa di cura. Si può notare, quindi, che ci sono delle enormi incongruenze già dagli inizi della seconda e terza parte, proprio perché quest'ultimo capitolo vuole essere anche un reboot della serie o un sequel diretto del film originale del '74. Non aprite quella porta IV si pone come remake o anch'esso come sequel diretto del film originale (anche se in questo film Leatherface e la sua famiglia vengono presentati come degli assassini al servizio di altre persone). Non aprite quella porta (remake del 2003) e Non aprite quella porta - L'inizio, invece, sono due capitoli distaccati dalla serie classica e sono rispettivamente uno il seguito dell'altro. Con Non aprite quella porta 3D si è voluto riprendere la storia dalla fine del primo film del 1974, con un sequel diretto che costituisce una sorta di Parte 2 "alternativa", e con Leatherface del 2017 si è realizzato un prequel diretto del primo film del 1974, che costituisce un vero e proprio "episodio zero" della serie classica. L''ultima produzione più recente Non Aprite Quella Porta del 2022 è invece un sequel diretto del primo film del 1974, che ignora tutti i seguiti, prequel e remake.
I vari film della serie, pertanto, sono a volte collegati tra loro in maniera sequenziale, altre volte presentano archi narrativi completamente differenti. La serie diventa così una sorta di favola nera, narrata ogni volta in maniera diversa dai vari autori che se ne occupano, esplorando a volte le origini a volte il seguito della storia originale. Volendo dare degli ordini cronologici ai vari film, dal primo uscito nel 1974 ai vari sequel, prequel, reboot e remake, è possibile disporli compatibilmente in sei cronologie diverse.

## Personaggi

### Famiglia Sawyer
- Jedidiah "Bubba" o "Jed" Sawyer / Faccia di Cuoio ("Leatherface" nella versione originale) - L'antagonista principale della serie. È un serial killer mentalmente ritardato. Nato dal fratello maggiore Drayton e la madre Velma Sawyer. Nel secondo film, Faccia di Pelle, detto anche Bubba, è principalmente lo stesso che era nel film precedente, ma sembrando più umano. Bubba sembra innamorarsi dell'affascinante deejay Julia Brock, detta Stretch, risparmiandole la vita e nascondendola dalla sua famiglia, dopo aver toccato le sue belle gambe con una motosega spenta. Nel terzo film, reboot della saga originale, il suo nome è Junior (detto Faccia di Pelle), un membro adottivo della famiglia Sawyer ed è molto più aggressivo, crudele e temuto. Nel quarto film (un sequel contemporaneo) è simile all'originale. Grida costantemente per paura e rannicchiarsi ogni volta che si vede minacciato. Sembra non avere un'inclinazione per la violenza, poiché ogni volta che si verifica, urla, ma viene visto essere felice durante una cena tranquilla.
- Drayton Sawyer - Padre e anche fratello maggiore di Faccia di Cuoio, è il cuoco della famiglia, specializzato nel cucinare pietanze fatte con carne umana per poi venderle. Appare nel primo (come antagonista terziario), secondo (come antagonista principale), settimo e ottavo film (come antagonista minore) della serie originale.
- Nubbins Sawyer - Fratello maggiore di Faccia di Cuoio, è un autostoppista cannibale ed è anche un profanatore di tombe. Appare nel primo e ottavo film della serie originale.
- Chop Top Sawyer - Fratello gemello di Nubbins, è un veterano della Guerra del Vietnam, cannibale come tutta la sua famiglia. Il suo vero nome è Robert Paul Sawyer. Appare solo nel secondo film della serie.
- Nonno Sawyer - Nonno di Faccia di Pelle. In passato lavorava in un mattatoio insieme alla sua famiglia. Appare in tutti i film della serie originale.
- W.E. Sawyer - All'inizio del terzo film si sente parlare dell'arresto di un certo W.E. Sawyer, accusato di molti omicidi e di aver portato Sally Hardesty, l'unica superstite, sull'orlo della follia. Il 19 agosto del 1973 la polizia si reca, in seguito a una segnalazione fatta da Sally, a casa di tale W.E. Sawyer, un contadino che abitava in una casa isolata del Texas. Gli agenti trovarono resti di corpi martoriati, scuoiati e facce di persone collezionate. L'efferato carnefice venne soprannominato Faccia di Pelle per la sua raccapricciante abitudine di costruirsi maschere con lembi di pelle strappati ai volti delle sue vittime. Si suppose che potesse essere stato arrestato il fratello del leggendario Faccia di Cuoio e che Faccia di Pelle fosse una personalità alterata di W.E. L'uomo muore nella camera a gas nel 1981.
- Edward "Tex" Sawyer - Fratello adottivo di Junior Sawyer, detto Faccia di Pelle, è un cowboy autostoppista, cannibale come tutta la sua famiglia. Assolutamente disprezza il suo nome e va su tutte le furie se qualcuno non lo chiama Tex. Appare solo nel terzo film della serie come antagonista principale.
- Tinker "Tink" Sawyer - Fratello adottivo di Faccia di Pelle, è un cannibale con un uncino al posto della mano destra. Sorprendentemente, è stato in passato aggregato a un gruppo di hippie e lottava per l'amore della pace. Appare solo nel terzo film della serie.
- Alfredo Sawyer - Fratello adottivo di Faccia di Pelle, è un benzinaio demente e pervertito, molto probabilmente perché ha perso il lavoro al mattatoio. Affetto da una eterocromia, un difetto di pronuncia e affetto persino da necrofilia. È considerato una specie di pecora nera della famiglia, che lo tratta come un idiota. Ha una palese antipatia per il fratello Tex. Appare solo nel terzo film della serie.
- Babi Sawyer - Figlia di Faccia di Pelle, avuta probabilmente da una violenza carnale. È una pazza sadica come gli zii, la nonna e il padre. Appare solo nel terzo film della serie.
- Anne Sawyer - Madre adottiva di Faccia di Pelle. È un'anziana su una sedia a rotelle, caratterizzata da un'evidente tracheotomia, che usa un amplificatore per parlare e vuole molto bene ai suoi figli. Appare solo nel terzo film della serie.

### Famiglia Slaughters
- Vilmer Slaughters - Fratello di Faccia di Cuoio, è un guidatore di carri attrezzi con la gamba elettrica a cui piace ascoltare musica rock. Vilmer è uomo completamente pazzo, sadico, crudele, masochista e narcisista. È anche piuttosto violento, e di solito sfoga le sue frustrazioni sulla moglie e i due fratelli. Appare solo come antagonista principale nel quarto film della serie.
- Darla - Moglie di Vilmer e cognata di Faccia di Cuoio e Walter, è l'unico membro della famiglia a essere apparentemente sano. Appare solo nel quarto film della serie.
- Walter Edward Slaughters - Fratello di Faccia di Cuoio, è un redneck molto particolare dall'aria alquanto comica e bizzarra. Walter è un tipo di grande cultura, che cita continuamente famosi personaggi storici e opere di letteratura, anche mentre tortura la gente. Appare solo nel quarto film della serie.
- Nonno Slaughters - Nonno di Vilmer, Walter, Faccia di Cuoio è più giovane dell'originale "Nonno Sawyer". Al contrario dei nipoti non vuole uccidere. Appare solo nel quarto film della serie.
- Rothman - È un uomo dall'aspetto da manager, che parla di equilibrio raggiunto attraverso il male e che sembra avere il ruolo di manipolatore della famiglia di macellai. È uno dei leader di una società segreta, conosciuta come gli Illuminati. Si tratta di un gruppo di potenti uomini che hanno influenza politica ed economica assoluta su tutto il pianeta; si ignorano le sue origini, ma risulta influenzare i disordini e complotti mondiali: come l'omicidio di John Fitzgerald Kennedy. Appare solo nel quarto film della serie.

### Famiglia Hewitt
- Thomas Brown Hewitt / Faccia di Cuoio ("Leatherface" nella versione originale) - L'antagonista principale della serie. Come la serie originale è un serial killer cannibale mentalmente ritardato.
- Charles "Charlie" Hewitt Jr. / Sceriffo Hoyt - Fratello adottivo di Thomas "Tommy" Hewitt. Uno degli antagonisti principali della serie. Appare nel remake e nel prequel.
- Luda Mae Hewitt - Madre adottiva di Tommy Hewitt. Appare nel remake e nel prequel.
- Monty Hewitt - Padre adottivo di Tommy Hewitt. Appare nel remake e nel prequel.
- Tea Lady Hewitt - Zia adottiva di Tommy Hewitt. Appare nel remake e nel prequel.
- Henrietta Hewitt - Presunta sorella adottiva di Tommy Hewitt. Appare nel remake.
- Jedidiah Hewitt - Nipote di Thomas Hewitt e figlio adottivo di Hoyt e Henrietta. Odia profondamente la famiglia e i loro modi di fare. Appare nel remake.

### Protagonisti
- Sally Hardesty - Final girl e protagonista del primo film.
- Julia "Stretch" Brock - Final girl e protagonista del secondo film.
- Michelle Shatnell - Final girl e protagonista del terzo film.
- Jenny - Final girl e protagonista del quarto film.
- Erin - Final girl e protagonista del remake.
- Chrissie - Final girl e protagonista del prequel diretto del remake.
- Heather Miller / Edith Rose Sawyer - Final girl e protagonista del sequel al tempo stesso reboot, cugina di Faccia di Cuoio e si prenderà cura di lui.
- Elizabeth "Lizzy" White - Final girl del prequel diretto del film del '74.
- Lila - Final girl del sequel diretto del film del '74.

## Altri media

### Film interquel inedito
All American Massacre è un film, mai uscito nelle sale cinematografiche né altrove, diretto da William "Tony" Hooper, figlio di Tobe Hooper. Inizialmente concepito come cortometraggio di 15 minuti, e girato su video digitale ad alta risoluzione, è diventato un mediometraggio della durata di 60 minuti. Seppur non abbia mai visto la luce, un trailer viene mostrato sul sito ufficiale. La pellicola racconta la storia di Robert Paul Sawyer, meglio conosciuto come Chop Top, fratello di Jed Sawyer, detto Bubba o Faccia di Pelle. Qui si scopre che l'uomo non era morto (come accadeva in Non aprite quella porta - Parte 2), ma arrestato e confinato in una prigione del Texas. Incarcerato in isolamento in un ospedale psichiatrico per oltre 20 anni, Chop Top, uno dei serial killer hippie più famosi degli anni '80, viene intervistato da una troupe del notiziario "News Tabloid", dove racconta della sua vita e della sua famiglia. A interpretare il protagonista è sempre l'attore Bill Moseley.

### Non ufficiali

#### Film apocrifo
Nel 1990 fu realizzato un sequel apocrifo della saga di Leatherface, dal titolo Non aprite quella porta 3, conosciuto negli Stati Uniti con il titolo Night Killer. Il film fu diretto da Claudio Fragasso con lo pseudonimo di Clyde Anderson, e fu girato all'estero con attori americani.

### Videogiochi
Nel 1982 venne prodotto un videogioco per Atari 2600 dalla Wizard Video, basato sul film Non aprite quella porta, intitolato The Texas Chainsaw Massacre. Quando fu messo in vendita il videogioco causò molte controversie a causa della troppa violenza e molti negozi si rifiutarono di venderlo.
Nel 2023 viene pubblicato un nuovo gioco con lo stesso titolo, The Texas Chainsaw Massacre, basato sempre sul film originale del 1974. Il videogioco è sviluppato da Sumo Digital e distribuito da Gun Interactive, la società dietro Friday the 13th: The Game, per Microsoft Windows, PlayStation 4, PlayStation 5, Xbox One e Xbox Series X/S.
Altri contenuti di Non aprite quella porta sono presenti nei videogiochi Mortal Kombat X, Dead by Daylight, Call of Duty: Modern Warfare, Call of Duty: Warzone e Rocket League.
Lista dei videogiochi ufficiali:
- The Texas Chainsaw Massacre (1983)
- The Texas Chainsaw Massacre (2023)

### Libri
Nel 2013 è uscito il libro Chain Saw Confidential, che racconta il making of del primo film Non aprite quella porta del 1974.

### Fumetti
Furono pubblicati nel 1991 dalla Northstar Comics molti fumetti basati sulla serie Non aprite quella porta intitolati Leatherface. La serie a fumetti non comprendeva nessuno dei personaggi principali visti nel film originale, con l'eccezione di Leatherface. La miniserie a fumetti era liberamente basata sui fatti del terzo film. Un adattamento di Non aprite quella porta fu pianificato dalla Northstar Comics, ma non si è mai concretizzato.
Nel 1995 è uscita la mini-serie a fumetti Jason vs. Leatherface, unendo i franchising di Venerdì 13 e Non aprite quella porta.